# Bicolorana kuntzeni
Bicolorana kuntzeni är en insektsart som först beskrevs av Willy Adolf Theodor Ramme 1931.  Bicolorana kuntzeni ingår i släktet Bicolorana och familjen vårtbitare. Inga underarter finns listade i Catalogue of Life.